# Олдон
Олдо́н (также Олдоон) — река в Якутии, левый приток Нюи. Длина реки — 118 км. Площадь водосборного бассейна — 1370 км².
Река берет начало на Приленском плато на востоке Среднесибирского плоскогорья в Ленском районе Якутии, на границе с Мирнинским районом, на высоте более 423 м над уровнем моря. Преимущественно течёт в южном и юго-восточном направлении. Берега поросли лиственничной тайгой, местами заболочены в среднем течении. Впадает в Нюю по левому берегу на отметке ниже 229 м над уровнем моря, выше впадения Хотохо, в 377 км от устья Нюи. Ширина перед устьем — 22-32 м при глубине 0,6-0,8 м; скорость течения в низовьях составляет 0,8 м/с. 

## Основные притоки
Указаны поименованные притоки длиной 20 км и более
| Название  | Расстояние от устья | Длина | Положение |
| --------- | ------------------- | ----- | --------- |
| Каланский | 72                  | 22    | правый    |
| Мар-Сала  | 93                  | 23    | правый    |

## Данные водного реестра
По данным государственного водного реестра России и геоинформационной системы водохозяйственного районирования территории РФ, подготовленной Федеральным агентством водных ресурсов:
- Бассейновый округ — Ленский
- Речной бассейн — Лена
- Речной подбассейн — Лена между впадением Витима и Олёкмы
- Водохозяйственный участок — Нюя
- Код водного объекта — 18030300112117200003289